# بابو حیله‌گر
بابو حیله‌گر (به هندی: Chhailla Babu) و پسر باحال (به انگلیسی: Cool Guy) فیلمی هندی محصول سال ۱۹۷۷ و به کارگردانی جوی موکرجی است. در این فیلم بازیگرانی همچون راجش خانا، زینت امان، آسرانی، پایدی جیراج، آچالا ساچدف، قادرخان و یوسف خان ایفای نقش کرده‌اند.